# Little River (vattendrag i Australien, Victoria, lat -37,75, long 149,00)
Little River är ett vattendrag i Australien. Det ligger i delstaten Victoria, omkring 350 kilometer öster om delstatshuvudstaden Melbourne.